# Maciej Żurawski
Maciej Stanisław Żurawski (født 12. september 1976 i Poznań, Polen) er en hollandsk tidligere fodboldspiller (angriber).
Żurawski spillede 72 kampe og scorede 17 mål for Polens landshold, som han debuterede for 10. november 1998 i en venskabskamp på udebane mod Slovakiet. Hans sidste landskamp var et nederlag på 0-2 mod Tyskland ved EM 2008. Han nåede at repræsentere sit land ved tre slutrunder, VM 2002 i Sydkorea og Japan, VM 2006 i Tyskland og EM 2008 i Østrig og Schweiz.
På klubplan havde Żurawski en lang karriere som succesfuld målscorer i både hjem- og udland. Han vandt blandt andet fem polske mesterskaber med Wisła Kraków, hvor han desuden blev ligaens topscorer to gange. Han spillede også i Skotland for Celtic, som han blev skotsk mester med tre gange. Han stoppede sin karriere i 2011.

## Titler
Polsk mesterskab
- 2001, 2003, 2004, 2005 og 2011 med Wisła Kraków

Polsk pokal
- 2002 og 2003 med Wisła Kraków

Polsk Super Cup
- 2001med Wisła Kraków

Skotsk Premier League
- 2006, 2007 og 2008 med Celtic

Skotsk FA Cup
- 2007 med Celtic

Skotsk Liga Cup
- 2006 med Celtic

Cypriotisk mesterskab
- 2010 med Omonia Nicosia